# Eloi de Bianya
Eloi de Bianya (nome religioso di Joan Ayats i Plantalech; Sant Salvador de Bianya, 4 giugno 1875 – Barcellona, 28 luglio 1936) è stato un religioso spagnolo, appartenente all'Ordine dei frati minori cappuccini. Ammazzato in odium fidei nel corso della persecuzione religiosa della guerra civile spagnola, egli è venerato come beato e martire dalla Chiesa cattolica.

## Biografia
Operaio edile nel suo villaggio, divenne frate il 22 giugno 1900. Portiere del convento dei Cappuccini di Sarrià, quando tutti i religiosi lasciarono il convento, tentò di fuggire col suo nipote ed altro frate. Morì ammazzato, dopo aver ammesso di essere un religioso, nella Stazione del Nord di Barcellona, insieme a fra Cebrià de Terrassa, elemosiniere, e gli studenti fra Miquel de Bianya e fra Jordi de Santa Pau.
In una cerimonia presieduta dal cardinale Angelo Amato nella Cattedrale di Barcellona fu proclamato beato il 21 novembre 2015 insieme ad altri frati cappuccini come Martí Tarrés i Puigpelat. Aveva fama di santità già durante la sua vita.
Le sue spoglie mortali, insieme a quelle di altri nove colleghi martiri, sono in una urna sotto l'altare di una cappella della chiesa dei Cappuccini di Sarrià.